# Pháo tự hành

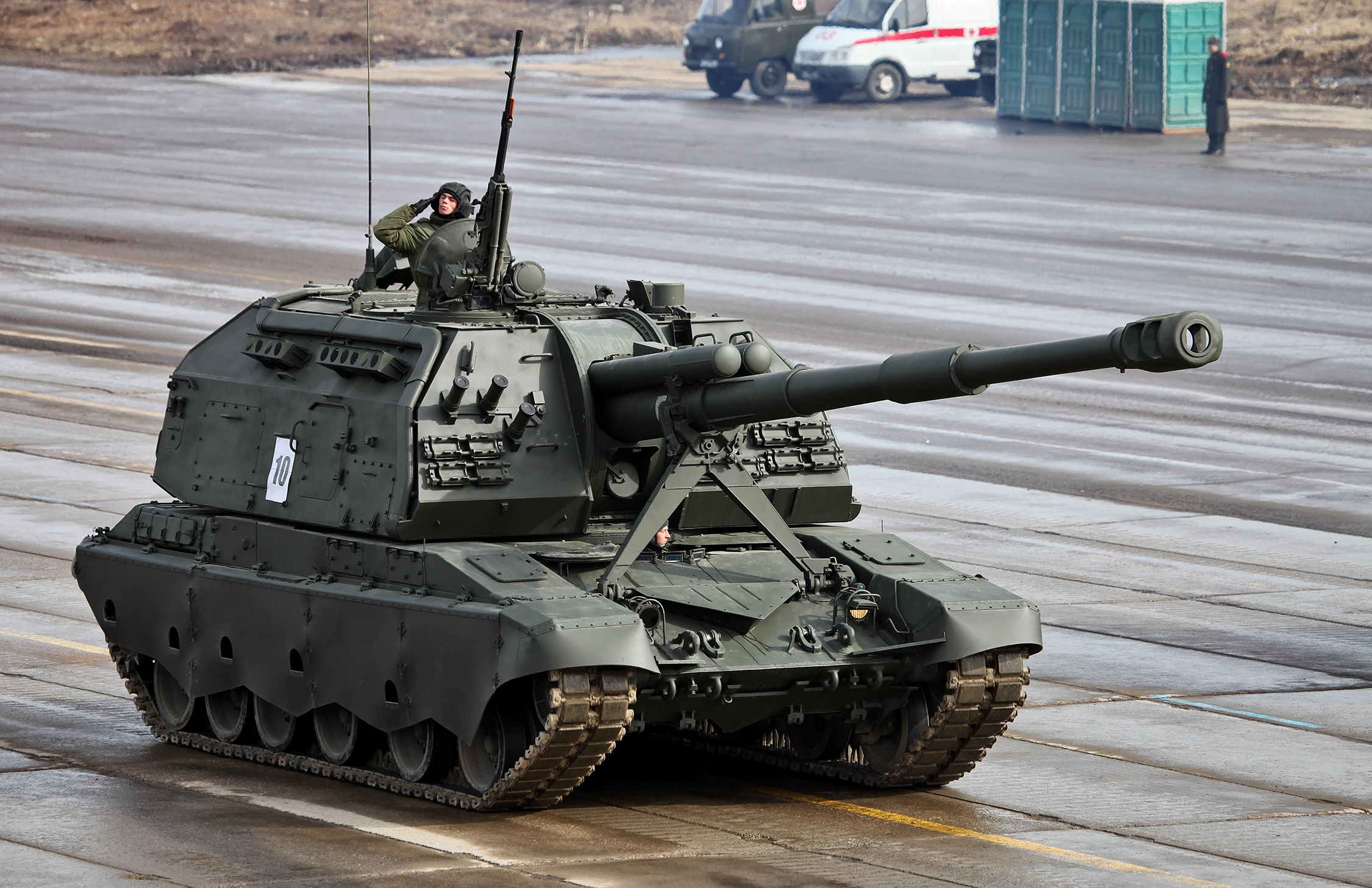
Pháo tự hành Nga 2S19 Msta

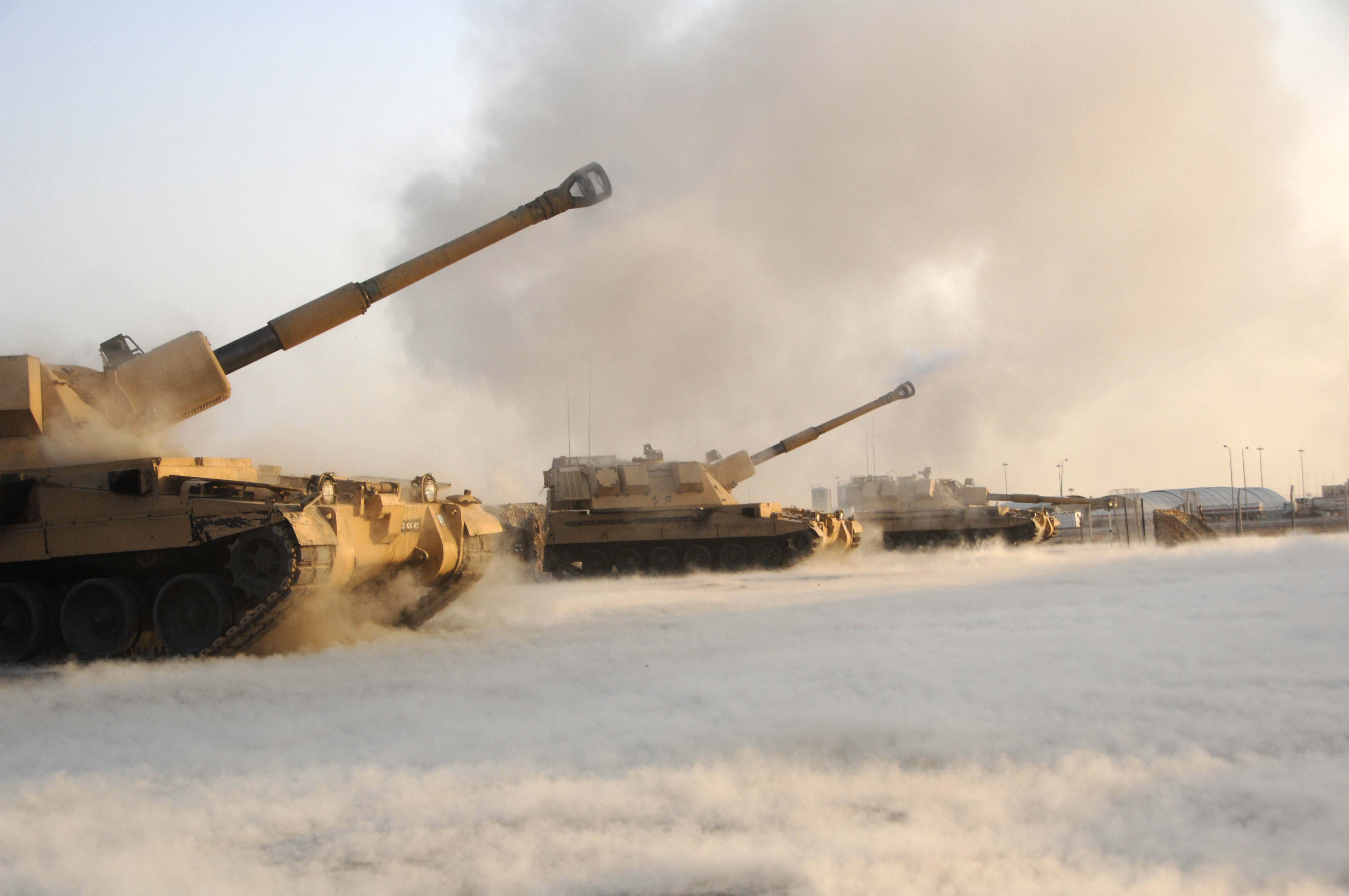
Một khẩu đội pháo tự hành Anh AS-90 đang khai hỏa tại Basra, Iraq, 2006.

Pháo tự hành (tiếng Anh là self-propelled artillery, hay self-propelled gun, viết tắt: SPG) là một loạt giải pháp nhằm mang lại sự cơ động cho pháo binh. Khái niệm này còn bao hàm cả các loại lựu pháo và pháo phản lực. Nó có đặc điểm là tính cơ động cao nhờ vào việc sử dụng hệ thống khung gầm bánh xích và khung gầm bánh lốp, không hẳn là không cần các phương tiện xe kéo chở đi. Pháo tự hành được dùng để hỗ trợ hỏa lực tầm xa trên chiến trường.
Trong quá khứ, thuật ngữ "Pháo tự hành" còn bao gồm những loại Pháo tự hành chống tăng. Tuy nhiên hai thuật ngữ này được tách ra bởi sự khác biệt lớn giữa hai loại pháo.
Vào thời nay, pháo tự hành đã có nhiều chuyển biến về cả thiết kế và lắp ráp. Chúng được thêm nhiều bộ phận như: hệ thống treo hiện đại, phuộc súng,... Giống như quá khứ, các loại xe tăng tự hành đều có súng phụ để bảo vệ khỏi bộ binh. Khác xa với pháo đẩy bằng bộ binh thế kỉ 19–20, pháo tự hành hiện đại được bảo vệ bằng một lớp giáp tương đối dày nhằm bảo vệ kíp lái trước vũ khí cầm tay. Tuy vậy, lượng giáp ấy nếu so với xe tăng thì vẫn rất mỏng. Do đó pháo tự hành không thể đối đầu với thiết giáp địch trực tiếp nếu không có lực hỗ trợ cho pháo.
Pháo tự hành có rất nhiều ưu điểm mà từ trước đến nay quân đội các nước luôn muốn sở hữu trong quân đội của mình. Thứ nhất, pháo tự hành có độ linh hoạt cao, đạt được tầm bắn xa và hỏa lực mạnh. Thứ hai, pháo tự hành có thể được lắp đặt dễ dàng, ít tốn chi phí và đặc biệt có độ sát thương cao. Những tính năng trên làm cho pháo tự hành trở thành một trong những loại vũ khí mà bất cứ quân đội nào thời hiện đại nào cũng sở hữu được.

## Lịch sử phát triển

### Tiền thân
Trong những năm thế kỉ 17, tiền thân của pháo tự hành chính là những loại pháo ngựa kéo, những loại pháo này sử dụng đạn pháo tròn, cây đút pháo có ngòi lửa rồi sau đó bắn. Đi đầu trong việc này chính là nước Nga, họ bắt đầu sử dụng những loại pháo này trong những chiến dịch vừa và lớn với quân đội Thụy Điển. Các nước châu Âu nhanh chóng học tập kĩ thuật quân sự mới này và bắt đầu ứng dụng vào các bãi tập quân sự. Friedrich Đại đế, vua Phổ đã thành lập đơn vị pháo đội kỵ binh chuyên nghiệp đầu tiên năm 1759. Trong cuộc Chiến tranh Cách mạng Pháp năm 1790, liên quân Áo-Phổ sử dụng pháo binh đánh phá quân Pháp và tất nhiên là quân Pháp cũng sử dụng thứ vũ khí này để đánh trả. Pháo ngựa kéo được sử dụng đến tận thời Napoléon I (1804-1815). Rồi sau đó bước qua thế kỉ 20, mở đầu một thời kì mới của pháo tự hành.

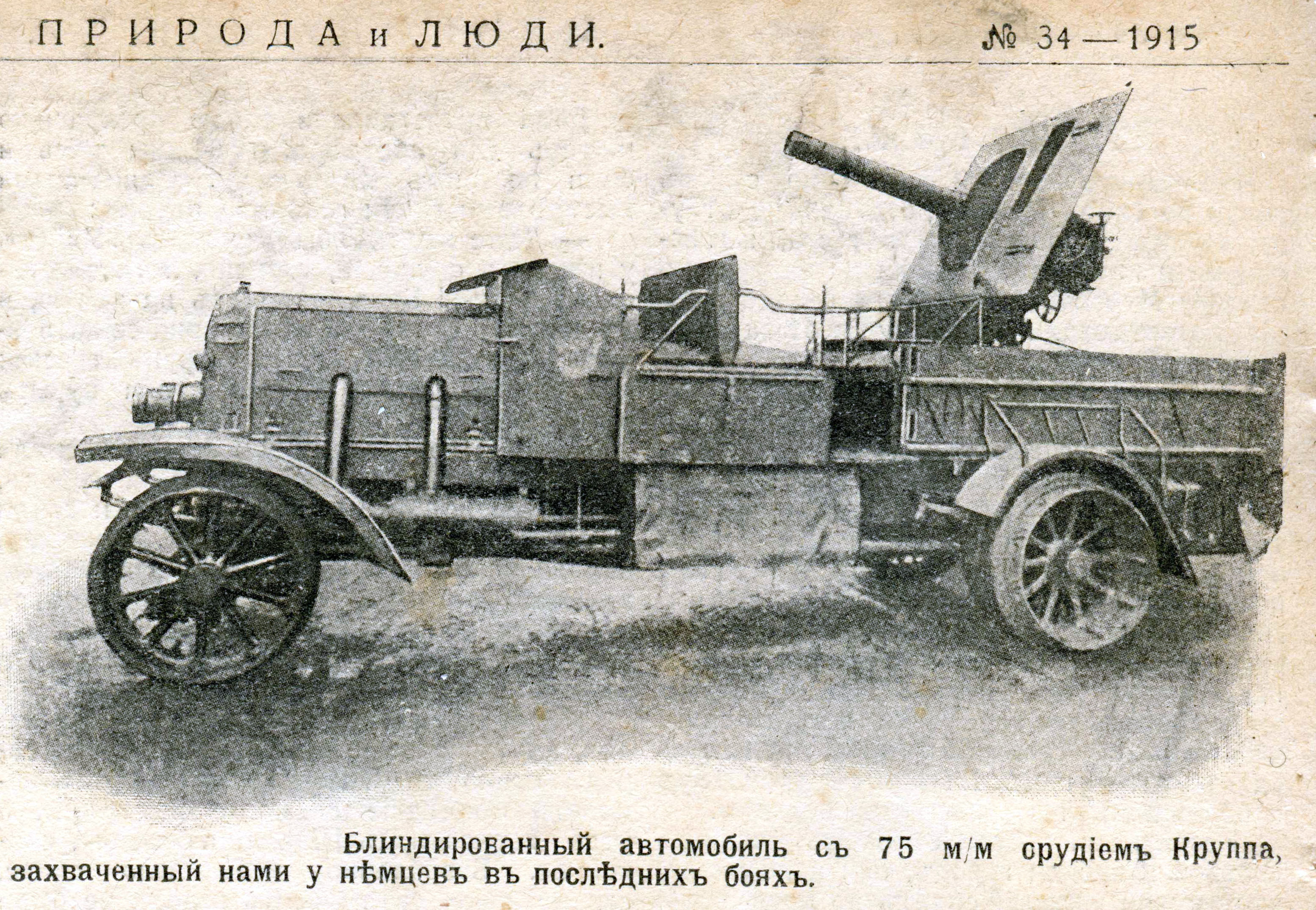
Xe bọc thép Đức với khẩu pháo Krupp 75 mm (ACS) bị quân Nga bắt giữ. Tạp chí " Thiên nhiên và Con người ", số 34 năm 1915.

### Thời kỳ đầu phát triển (1914-1939)
Sự xuất hiện của máy kéo, và sau này là khung gầm ô tô đã giúp người ta có thể vận chuyển pháo bằng lực kéo cơ học, được sử dụng rộng rãi trong Chiến tranh thế giới thứ nhất, tuy nhiên, bộ súng kéo và máy kéo rất dễ bị tổn thương khi hành quân và trong khi triển khai tại một vị trí khai hỏa (và sau đó mất một thời gian đáng kể) và không thể hoạt động ngoài mặt trận. Trong điều kiện chiến hào đặc trưng của Chiến tranh thế giới thứ nhất, pháo binh không thể hỗ trợ thành công các cuộc đột phá của phe mình, và do đó đối phương có thể bình tĩnh kéo lực lượng dự bị và loại bỏ mối đe dọa với tổn thất lớn cho phe tiến công. Kết quả, một ý tưởng nảy sinh là đặt một khẩu pháo pháo trên một chiếc ô tô hoặc khung gẩm bánh xích, đủ để chở khẩu đội với đạn dược và có lớp giáp đử mạnh để bảo vệ nó khỏi súng máy và vũ khí bộ binh. Cuối cùng, người ta xếp chúng vào cùng loại với cái được gọi là " xe tăng ", mặc dù hầu như tất cả các mẫu xe tăng đầu tiên của Chiến tranh thế giới thứ nhất ( Mk.I , Saint-Chamond, Schneider ) trên thực tế là pháo tự hành xung xích.

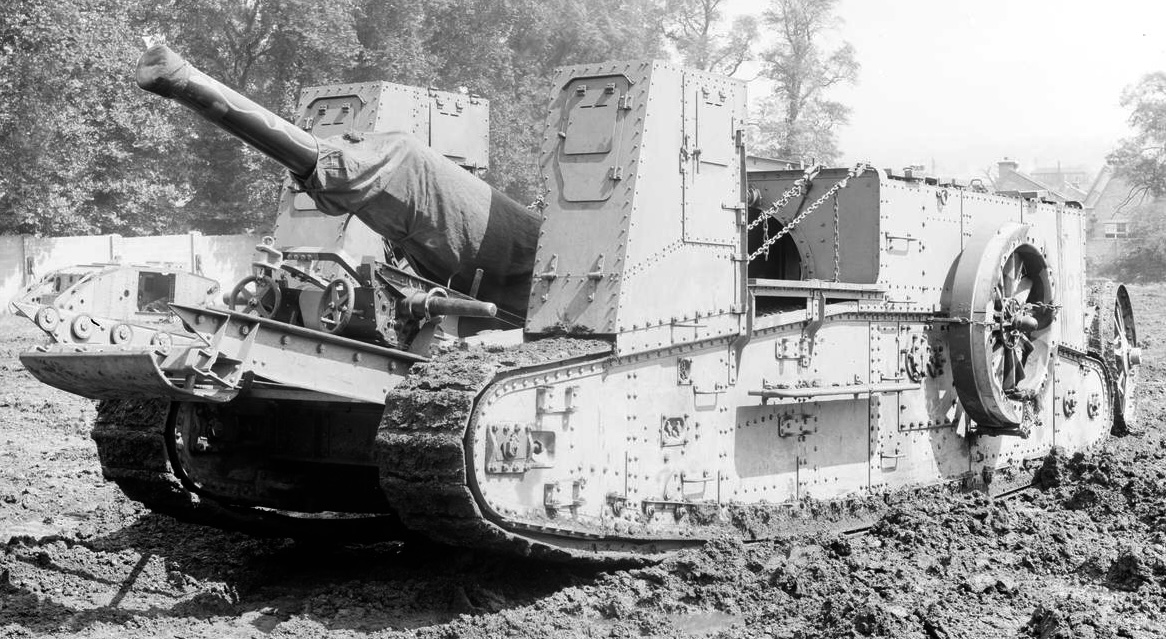
Pháo tự hành Mark I

Ở Nga, dự án chế tạo pháo tự hành siêu nặng, bọc thép dày để chống lại các công sự của đối phương đã được đề xuất bởi V. D. Mendeleev, con trai của nhà hóa học nổi tiếng D. I. Mendeleev. Dự án này, được gọi là " Xe tăng của Mendeleev ", rất tiên tiến vào thời đó, nhưng không được làm bằng kim loại. Trong Chiến tranh thế giới thứ nhất và Nội chiến, pháo 76,2 mm "chống máy bay " tự hành của FF Lender dựa trên xe tải Russo-Balt đã được sử dụng tích cực. Một số chúng thậm chí có cabin được bọc thép một phần.
Pháo tự hành Mark I là thí nghiệm đầu tiên về pháo tự hành hiện đại, được đưa vào hoạt động năm 1917(thế chiến I). Nó dựa trên khung gầm tăng Mk I,nhưng được tháo phần tháp pháo trên và thay vào đó là một khẩu pháo tự hành;thêm một chiếc bệ sắt và hàn vào thân xe tăng. Thay cho sức ngựa đó chính là xích xe tăng, để di chuyển linh hoạt hơn. Pháo tự hành Mark I chính là tiền thân của các loại pháo tự hành hiện đại trong hiện tại và tương lai.
Trong những năm 1920, các bệ pháo tự hành đã được thử nghiệm tích cực ở Liên Xô và Đức. Cũng chính nhà thiết kế xe tăng nổi tiếng W. Christie đã chế tạo một số nguyên mẫu pháo tự hành tại Hoa Kỳ. Tuy nhiên, hầu hết các dự án này có thể được phân loại là pháo tự hành thay thế trên khung gầm ô tô hoặc máy kéo - việc thiếu hoặc không có cơ sở công nghiệp và đủ số lượng khung gầm xe tăng bị ảnh hưởng.

### Chiến tranh thế giới thứ hai (1939-1945)

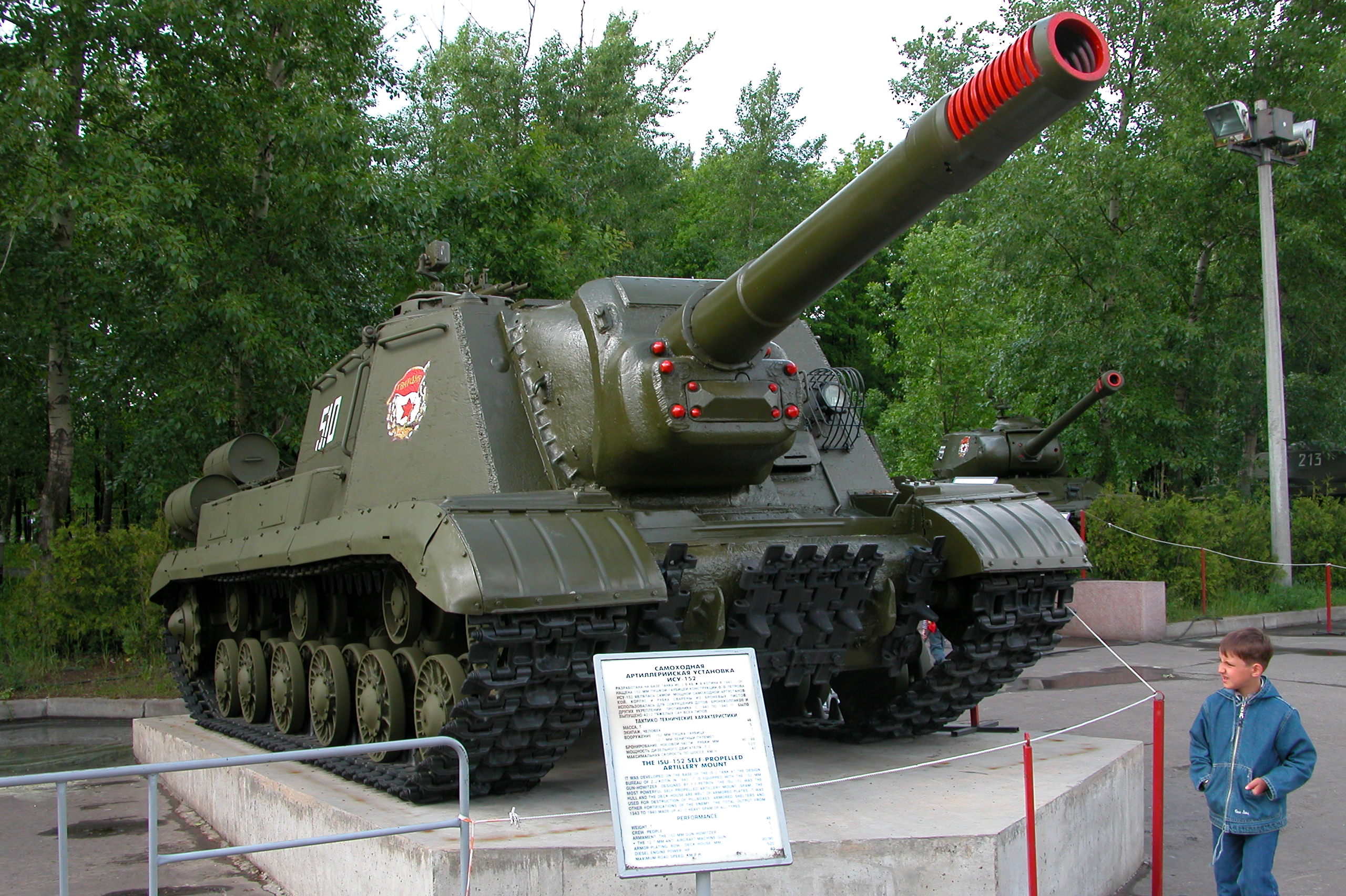
ISU-152K biệt danh HUNTER tạm hiểu là"kẻ diệt quái thú", một trong những pháo tự hành nổi tiếng nhất của Hồng quân Xô Viết trong thế chiến thứ hai.

Khi Chiến tranh thế giới thứ hai bùng nổ, hầu như tất cả pháo binh vẫn được di chuyển bằng máy kéo pháo hoặc ngựa. Trong khi học thuyết Blitzkrieg của Đức kêu gọi hoạt động vũ trang hiệp đồng, đòi hỏi hỏa lực hỗ trợ cho các đơn vị thiết giáp, thì trong cuộc xâm lược Ba Lan và Pháp, điều này đã được Luftwaffe cung cấp bằng cách sử dụng máy bay ném bom bổ nhào Junkers Ju-87 'Stuka' hoạt động hiệu quả như pháo binh. Tiếp theo là những chiếc xe kéo thông thường.
Khi chiến tranh tiến triển, hầu hết các quốc gia đều phát triển pháo tự hành. Một số nỗ lực ban đầu thường không hơn một khẩu pháo dã chiến hoặc súng chống tăng gắn trên xe tải — một kỹ thuật được Quân đội Anh biết đến như là mang portee. Đây là những đơn vị cơ động, nhưng thiếu khả năng bảo vệ cho khẩu đội. Bước tiếp theo là lắp các khẩu pháo lên khung gầm có bánh xích (thường là của xe tăng đã lỗi thời hoặc đã được thay thế) và cung cấp một cấu trúc tháp pháo bọc thép để bảo vệ pháo và tổ lái của nó. Nhiều thiết kế ban đầu là ngẫu hứng và những bài học kinh nghiệm đã dẫn đến những thiết kế tốt hơn sau này trong chiến tranh. Ví dụ thiết kế đầu tiên của Anh, " Bishop " mang lựu pháo 25 pdr trên khung gầm xe tăng Valentine, nhưng trong một khung lắp đã hạn chế nghiêm trọng hiệu suất của pháo. Nó đã được thay thế bằng Pháo Sexton hiệu quả hơn .
Khẩu đội pháo tự hành đầu tiên được thành lập khi Hauptmann Alfred Becker, một kỹ sư cơ khí và là đội trưởng khẩu đội thuộc Sư đoàn bộ binh 227, lắp những khẩu pháo 10,5 cm leFH 16 trên khung gầm xe tăng hạng nhẹ Vickers Mk.VI của Anh bị bắt để tận dụng hỏa lực.LeFH 16 Geschützwagen Mk VI 736 (e) 10,5 cm của ông là tiền thân của các loại pháo tự hành của Đức như Wespe và Hummel.
Quân Đức cũng huy động pháo chống tăng của họ, sử dụng các loại xe bánh xích hạng nhẹ, lỗi thời hoặc bị bắt. Các ví dụ bao gồm Marder I sử dụng máy kéo Lorraine 37L của Pháp, Marder II sử dụng khung gầm xe tăng hạng nhẹ Panzer II và Marder III dựa trên khung gầm Panzer 38 (t) của Séc. Những điều này đã dẫn đến các loại pháo Tấn công được bảo vệ tốt hơn - Sturmgeschütz - với các bệ kín hoàn toàn, được chế tạo trên khung gầm xe tăng hạng trung. Tương tự các loại pháo chống tăng tự hành như Jagdpanzer IV và Jagdpanther. Một số thiết kế dựa trên khung gầm hiện có (chẳng hạn như Brummbär ), khung xe còn sót lại từ các chương trình bị hủy bỏ ( Elefant và Sturer Emil); những chiếc khác được chuyển đổi từ xe tăng bị hư hại do chiến đấu ( Sturmtiger ). Thiết kế xe chiến đấu bọc thép được sản xuất nhiều nhất cho Đức trong Thế chiến II, Pháo xung kích Sturmgeschütz III (StuG III), vào năm 1936–37 đã tiên phong cho loại thiết giáp bọc kín hoàn toàn kiểu xếp tầng sau này sẽ được sử dụng trên hầu hết tất cả phương tiện của Đức giai đoạn cuối chiến tranh. - pháo tự hành chống tăng định dạng Jagdpanzer.
Liên Xô đã thử nghiệm vũ khí tự hành trên xe tải và xe tăng, sản xuất một vài khẩu pháo ZiS-2 57 mm gắn trên máy kéo Komsomolets trong thời kỳ đầu chiến tranh. Đến năm 1943, một loạt xe bọc thép chở quân Samokhodnaya Ustanovka bắt đầu được đưa ra mặt trận, bắt đầu với SU-85, và đến cuối năm 1944 là SU-100, trang bịpháo mạnh mẽ trên khung gầm hiện đại thông qua vỏ bọc nguyên khối của khoang kíp lái như người Đức đã làm với StuG III. Loại này có lợi thế là tương đối rẻ để chế tạo và lắp một khẩu pháo lớn hơn so với loại xe tăng thông thường mà chúng có nguồn gốc từ đó, nhưng phải trả giá bằng sự linh hoạt.
Pháo xung kích bọc thép dày được thiết kế để hỗ trợ bắn trực tiếp để hỗ trợ bộ binh khi đối mặt với hệ thống phòng thủ của đối phương. Mặc dù thường tương tự như pháo chống tăng, chúng mang pháo cỡ nòng lớn hơn với hiệu suất chống giáp yếu hơn nhưng có khả năng bắn đạn HE mạnh mẽ. Lựu pháo 105mm StuH 42 của Đức dựa trên StuG III và lựu pháo 152mm ISU-152 của Liên Xô là những ví dụ về loại pháo tự hành này.
Tất cả các quốc gia lớn đều phát triển pháo tự hành có thể hỗ trợ gián tiếp trong khi vẫn theo kịp tiến trình của các đội hình thiết giáp. Đây thường là những phương tiện bọc thép hạng nhẹ với thân xe hở mui; M7 Priest của Hoa Kỳ, Sexton của Anh (25 pdr), Wespe và Hummel của Đức là những ví dụ điển hình. Một con đường khác đã được Liên Xô lựa chọn, những người không phát triển phương tiện bắn gián tiếp chuyên dụng, nhưng theo truyền thống pháo kéo đa năng, đã chế tạo một loạt pháo xung kích đa năng với khả năng bắn gián tiếp (ví dụ ISU-152 ). Một chương trình liên quan và mới lạ là phát triển pháo phản lực tự hành Katyusha của Liên Xô, là những xe tải không bọc thép với giá treo tên lửa đơn giản ở phía sau, một loại vũ khí rẻ tiền và hiệu quả, với điều kiện tấn công bão hòa khu vực được yêu cầu hơn là bắn chính xác. Các cường quốc phe Trục đã bắt Katyusha và tạo ra các phiên bản của riêng họ; Đức chế tạo Raketen-Vielfachwerfer 8 cm, trong khi Romania phát triển pháo chống tăng Mareșal, một nguyên mẫu ban đầu được trang bị Katyusha. Loại xe này cũng có các phiên bản lựu pháo tự hành.
Sau khi Chiến tranh thế giới thứ hai kết thúc, pháo xung kích không còn được sử dụng với xu hướng chung hướng tới một loại xe trang bị súng hạng nặng duy nhất, xe tăng chiến đấu chủ lực, mặc dù một số AFV có bánh lốp như Rooikat Nam Phi, Xe chiến đấu cơ động Type 16 của JGSDF và M1128 MGS của Mỹ, trong số những loại khác, vẫn được phát triển với các loại vũ khí bắn trực tiếp cỡ nòng lớn. Pháo bắn gián tiếp tự hành vẫn quan trọng và tiếp tục phát triển cùng với pháo dã chiến đa năng.

## Pháo phản lực

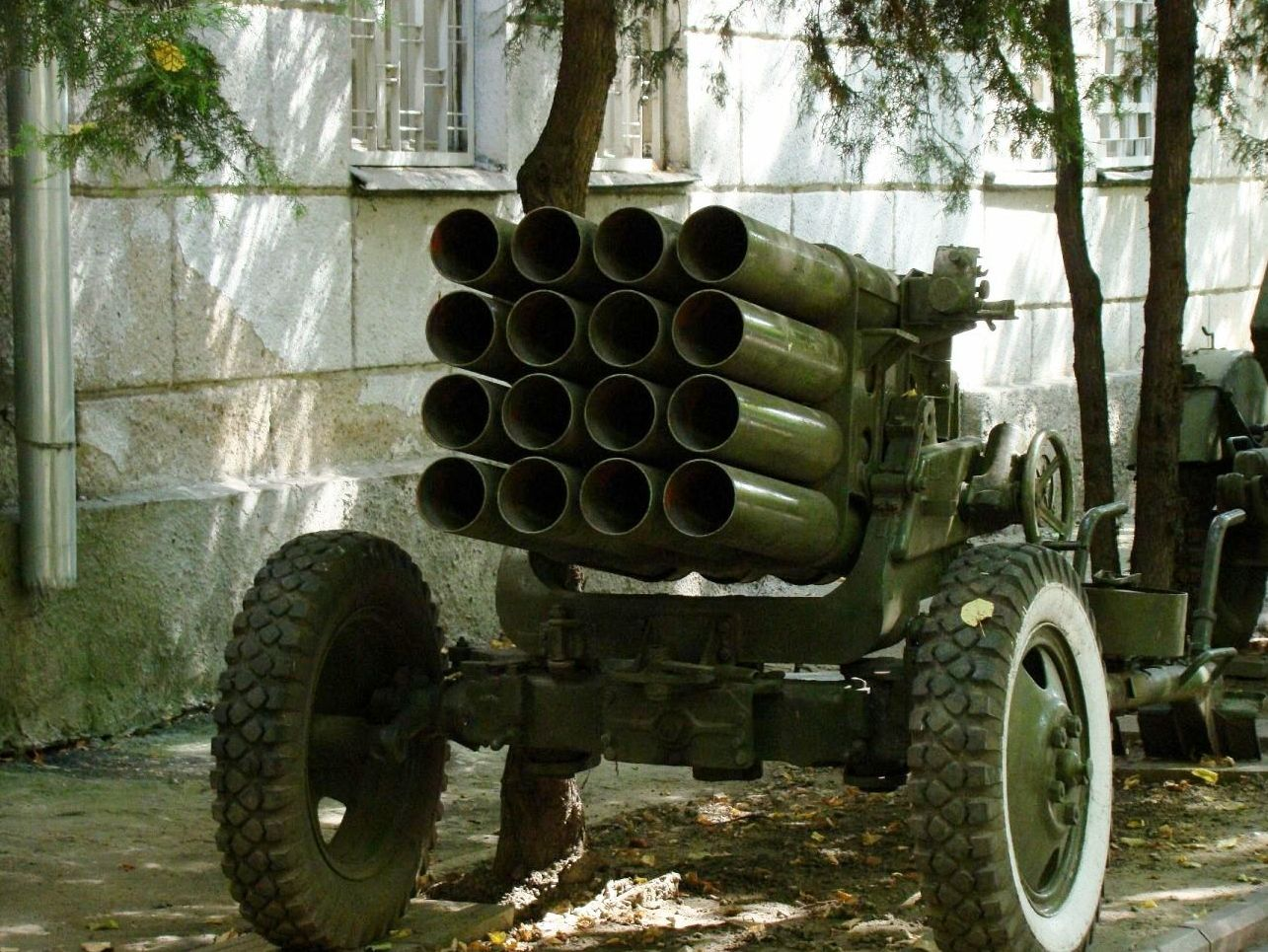
Pháo phản lực 16 nòng BM-12 của Liên Xô

Từ thế chiến II, hệ thống pháo phản lực đã xuất hiện. Nước đi đầu trong lĩnh vực này chính là Đức Quốc xã từ những năm 1930, nhưng họ không phát triển sâu loại vũ khí này. Tiếp theo là Liên Xô, họ đã chế ra được những dàn pháo phản lực Katyusha - một thứ vũ khí chết người. Sau Katyusha, người Mĩ và Anh đã bắt đầu tham gia chế tạo loại vũ khí mới mẻ này.
Đến thời hiện đại, pháo phản lực đã có nhiều chuyển biến về cả thiết kế và cấu tạo. Pháo phản lực đã có hệ thống đẩy tự động (khác với hệ thống phóng của Katyusha), hệ thống định vị tên lửa. Đặc biệt hơn, hệ thống pháo phản lực hiện đại có thể phóng được rất nhiều tên lửa mỗi lần phóng (trung bình 20-40 quả tên lửa/mỗi lần phóng) hoặc phóng được cả đầu đạn hạt nhân-hoá học-sinh học. Pháo phản lực có thể tiêu diệt được cả một cụm quân, xe tăng (thiết giáp) hoặc phá huỷ tan tành bất kì một công trình xây dựng nào. Tuy nhiên, pháo phản lực có một điểm yếu đó chính là nạp đạn lâu (trung bình phải mất 10-20 phút để nạp đạn cho một loạt bắn).

## Lựu pháo

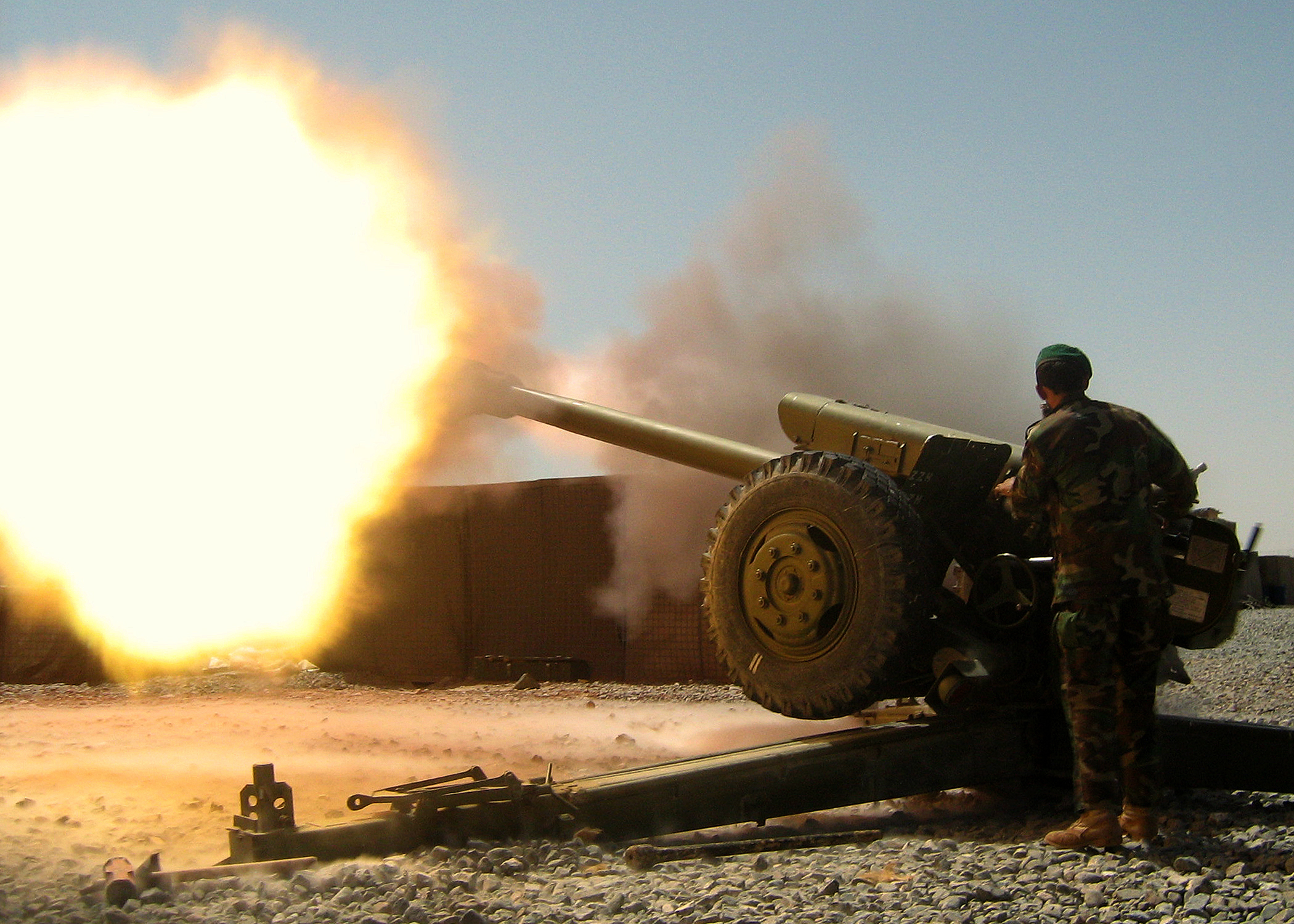
Lựu pháo D-30 đang khai hỏa

Trong các thời kỳ quân đội, ngoài pháo tự hành và pháo phản lực - lựu pháo cũng là một trong những binh chủng chính.
Lựu pháo thường có nòng dài,sử dụng đạn công phá hoặc mù.Lựu pháo có hệ thống đẩy bằng cách giật cò phía sau làm cho băng truyền đẩy đạn về phía mục tiêu.Lựu pháo thời hiện đại đã có nhiều cải tiến so với thời xưa.
Quân đội Đức Quốc xã và Liên Xô trong Thế chiến II chính là hai lực lượng điển hình sử dụng lựu pháo.Hơn 80% tổn thất trong chiến tranh về cả sinh mạng, cơ sở hạ tầng,… là do lựu pháo gây ra.Tuy nhiên nó có một số khuyết điểm rất tai hại ở độ linh động và khả năng phòng vệ.

## Pháo tự hành thời hiện đại

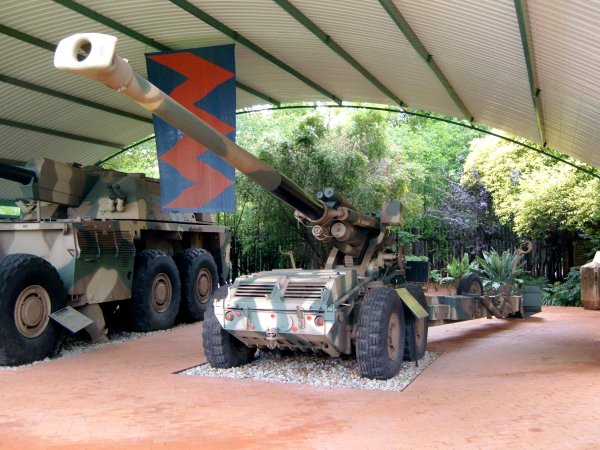
Pháo tự hành 155 mm G5

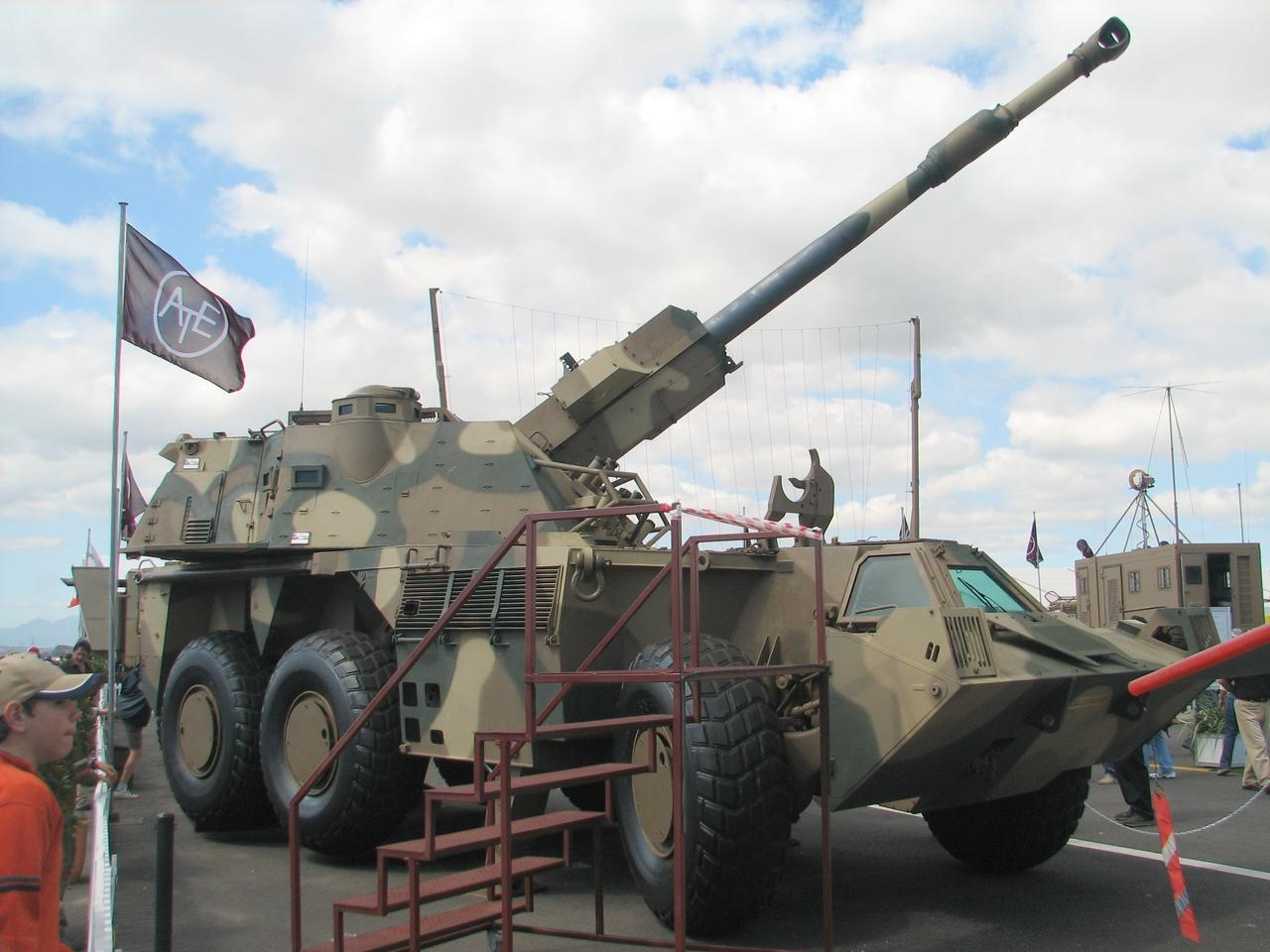
Pháo tự hành 155 mm G6

Ngày nay, pháo tự hành đóng một vai trò quan trọng đối với quân đội các nước. Kể từ thời hiện đại, đã có hai cuộc chiến xảy ra đó chính là Chiến tranh lạnh và Chiến tranh vùng vịnh và trong cả hai cuộc chiến trên, đều có sự tham gia của các loại pháo tự hành.
Pháo tự hành thời hiện đại có nhiều điểm khác biệt so với pháo tự hành trong Thế chiến II. Pháo tự hành hiện đại đã có hệ thống định vị đạn, radar chống máy bay phát hiện, đầu đạn nặng và còn có thể bắn được cả đầu đạn hạt nhân nhẹ. Hệ thống định vị đạn là một trong những ưu điểm của pháo tự hành, nó có thể bám sát theo mục tiêu mà không cần phải điều chỉnh và chỉ dừng lại khi nào mục tiêu bị phá hủy.
Những tính năng trên giúp pháo tự hành là một trong những binh chủng không thể bị thay thế. Đặc biệt pháo tự hành thời hiện đại có thể mang được rất nhiều đạn và có nhiều nòng phụ. Một pháo tự hành hiện đại có thể mang được hơn 64 viên đạn công phá, 50 viên đạn phá tăng và một lượng nhỏ các loại đạn khí… Hiện giờ, các nước Mỹ-Anh-Pháp-Đức-Nga đều đã có các loại pháo tự hành nòng dài có tầm bắn tới trên 30 km.
Một ví dụ điển hình về pháo tự hành hiện đại chính là pháo 155 mm G6. Nó có thể bắn đi đạn nổ phá tầm băn 30 km (tầm bắn có thể lên tới 50 km nếu dùng đạn tăng tầm đặc biệt). 155 mm G6 còn có chức năng phóng khói mù (do nó có thể bắn được đạn khói mù) giúp bộ binh chạy thoát. Một ví dụ khác nữa đó chính là pháo 155 mm G5, G5 có thể dùng loại đạn rocket tăng tầm giúp tầm bắn của nó có thể với xa đến hơn 50 km (nếu như được đặt trên bệ hoặc xe). Ví dụ khác là 2S19 Msta cỡ 152mm của Nga, ngoài các loại đạn thông thường nó còn có thể dùng loại đạn thông minh chống tăng Krasnopol, có thể tiêu diệt xe tăng đang chạy ở cự ly tới 24 km.